# Burgwall Wittenborn
Der Burgwall von Wittenborn, einem Ortsteil der Gemeinde Galenbeck im Landkreis Mecklenburgische Seenplatte, ist ein slawischer Burgwall. Er liegt ganz am Rande der Brohmer Berge, die eine Höhe von bis zu 150 m erreichen.
Die große wilzische Höhenburg befindet sich südöstlich vom Ort, inmitten von hohen bewaldeten Geländespornen. Sie wurde erst im Jahr 1929 von Karl Beyer aus Friedland entdeckt. Im Ort gibt es zwar ein Hinweisschild zur Slawenburg, der Weg dorthin ist aber sehr schwierig. Im Sommer ist der Waldweg nahe der Burg sehr zugewachsen, so dass man ihn schnell aus den Augen verlieren kann. Durch die vielen Bergsporne ist die Slawenburg für den Laien schwer auszumachen. Das Gelände der Vorburg ist stark uneben, hat enorme Höhenunterschiede und ist kaum wahrzunehmen. Der Wall der Vorburg verläuft fast gerade über diese Geländekuppen. Er überwindet Höhenunterschiede von circa 20 m. Das höher gelegene Gelände der Hauptburg dagegen ist plateauartig. Die Slawen schufen hier Wallbefestigungen nur an den Torseiten im Norden und Süden. Die anderen Bereiche der Hauptburg sind steil abfallend, hier waren nur Palisaden nötig. Die Gesamtgröße der Burg beträgt etwa 5,5 Hektar und hat eine maximale Ausdehnung von 304 m. Damit zählt sie zu den größten slawischen Wallburgen. 1937 und 1973 fanden hier Ausgrabungen statt, die aber nur wenig Funde erbrachten.